# Юрген Іферсен
Юрген Іферсен (нім. Jürgen Iversen; 24 лютого 1921, Ноєнброк — ?) — німецький офіцер-підводник, оберлейтенант-цур-зее крігсмаріне.

## Біографія
16 вересня 1939 року вступив на флот. З жовтня 1941 року — 2-й, з липня 1943 року — 1-й вахтовий офіцер на підводному човні U-355. З грудня 1943 року — офіцери роти 3-ї навчальної дивізії підводних човнів, з лютого 1944 року — роти 1-го навчального дивізіону підводних човнів. В березні-травні 1944 року пройшов командирську практику в 27-й флотилії. З 13 травня по 24 листопада 1944 року — командир U-8, з 25 листопада 1944 по 25 лютого 1945 року — U-1103. З лютого по 8 травня 1945 року — командир човна в 6-й флотилії, проте не отримав нового призначення.

## Звання
- Кандидат в офіцери (16 вересня 1939)
- Морський кадет (1 лютого 1940)
- Фенріх-цур-зее (1 липня 1940)
- Оберфенріх-цур-зее (1 липня 1941)
- Лейтенант-цур-зее (1 березня 1942)
- Оберлейтенант-цур-зее (1 жовтня 1943)